# Malzéville
Malzéville település Franciaországban, Meurthe-et-Moselle megyében. Lakosainak száma 7818 fő (2022. január 1.). Malzéville Champigneulles, Dommartemont, Eulmont, Lay-Saint-Christophe, Maxéville, Nancy és Saint-Max községekkel határos.

## Népesség
A település népességének változása:
| Lakosok száma | 8725 | 8325 | 8090 | 8120 | 8070 | 7976 | 8125 | 8191 | 8036 | 7818 |
|               | 1968 | 1982 | 1990 | 2006 | 2011 | 2015 | 2017 | 2019 | 2020 | 2022 |